# 柬埔寨性交易產業
賣淫業在柬埔寨是非法的，但实际上却在民间相当普遍。柬埔寨在2008年成立的“禁止販賣人口和性剝削法”已被證明存在爭議，國際社會對其產生的侵犯人權行為表示擔憂，如2010年人權觀察報告所述。
2008年政府頒布了“關於製止販運人口和性剝削的全面法律”，此部法律懲罰販賣人口，管理妓女和經營妓院，以及公開製作和散佈色情產品，但僅為了金錢而实施卖淫行为不在違法行為列表当中。
婦女團結網絡是一個柬埔寨性工作者組織，成立於2000年。它為法律和人權提供遊說，為性工作者提供更好的工作條件，並旨在修訂2008年的法律。
2016年，聯合國艾滋病規劃署估計柬埔寨至少有34,000名妓女，其中大多來自越南。

## 歷史
幾個世紀以來，柬埔寨一直存在性交易。但20世紀政局动荡，造成了非常不穩定的局面。在紅色高棉時期(1975-1979)賣淫被完全禁止並被處以死刑，導致其在高度專制的社會制度中被徹底消滅。在新的柬埔寨人民共和國(1979-1993)成立彼商業性行為重新出現，在柬埔寨人民共和國解體後，柬埔寨過渡時期聯合國權力機構(聯柬權力機構）（1992-1993年）約2萬名男性軍人和文職人員與許多非政府組織和海外商業利益人員一起抵達柬埔寨，開闢了一個新的市場，在一個貧窮的國家尋求性服務，聯柬權力機構幾乎沒有阻止該國賣淫的增長。西哈努克對整個聯柬權力機構的行動持有許多保留意見，因為聯合國外國軍隊的大量存在使他看到了柬埔寨婦女的虐待和羞辱。   
1993年8月聯柬權力機構撤離後，需求減少，商業性工作場所和性工作者人數明顯下降。但到1994年中期，在政治不穩定時期，這一數字開始再次增加。 到20世紀90年代中期，警察騷擾性工作者，但也擁有許多妓院，分為越南人或高棉人。 15至18歲的工人並不罕見，但一些企業，如Toul Kork和Svay Pak的企業，專門為年輕工人提供性服務 。非政府組織對兒童賣淫的增加以及因賣淫而被綁架的婦女和兒童的數量感到震驚。到1995年，一些周邊國家的婦女似乎正在進入柬埔寨引起國際關注。包括國際司法團（2004年）的一次襲擊。
柬埔寨的妓女人數從1991年“巴黎和平協定”時的約6,000人增加到1992年聯柬權力機構人員抵達後的2萬多人，並在撤離後減少到4,000-10,000人之間。

## 性旅遊
柬埔寨也有兒童性旅遊問題。有些孩子是由自己的父母出售的，有些孩子則被他們認為合法的工作機會如女服務員所招攬。據報導，皮條客會囚禁仍然是處女的女童，直到她們被送往一系列競標者，如高級軍官，政治家，商人和外國遊客後才開始工作。在妓院工作的年輕女孩實際上是性奴隸。他們沒有收入，只有食物，還有武裝警衛防止他們逃跑。兒童經常被俘虜，毆打和挨餓以迫使他們賣淫。美國移民和海關執法局已將美國性遊客引渡回國以便起訴。越南兒童妓女佔柬埔寨兒童妓女的三分之一，柬埔寨妓院僱用來自越南的女孩和婦女。

## 對性工作者的暴力
暴力侵害妓女特別是輪姦被稱為bauk，在柬埔寨非常普遍。肇事者包括客戶和警察。據一些消息來源稱，由於對妓女的極度侮辱，這種攻擊並未受到社會的譴責-對bauk意見的調查顯示，只有13％的男性和13％的受訪女性認為一群男人性強迫妓女是強姦。最常見的反應;12.5％的男性和8.1％的女性表示，對妓女的輪姦並沒有傷害任何人，因為這些女性是妓女，無論如何都看到了很多男人; 12.7％的男性和16.7％的女性認為對妓女輪姦比其他女性更好。儘管妓女受到社會恥辱，但在柬埔寨男性中，性非常普遍 -而高棉文化要求女性童貞，將男性氣質與性活動聯繫起來，因此，妓女是大多數年輕男性在整個性行為中遇到的對象。由青年直到成年早期。2010年大赦國際的一份名為“打破沉默 - 柬埔寨的性暴力”的報告也描述了針對妓女的普遍性暴力行為。

## 性健康
柬埔寨的艾滋病毒和艾滋病流行率很高，是亞洲受影響最嚴重的國家之一。 根據世界衛生組織的一項估計，到1995年，有5萬至9萬名柬埔寨人受艾滋病影響。 傳播主要通過異性接觸傳播。 造成這種情況的因素包括貧困，促進艾滋病病毒傳播的其他性病傳播感染的存在以及高度流動的勞動力，自2001年以來，已經實施了“100％安全套計劃，促進了安全性行為。

## 反對性交易
美國國務院經常譴責柬埔寨的性交易，並在2004年降低了對該國的分類。

## 人口販運
柬埔寨是販賣婦女和兒童的來源國，過境國和目的地國。柬埔寨的成年人和兒童遷移到該地區的其他國家，並越來越多地到中東工作;許多人遭受性交易。使用非正規移民渠道的移民，主要是在未經許可的經紀人的協助下，販運的風險增加，但使用持牌招募代理人的移民也成為性交易的受害者。來自農村地區的大量婦女被假招募到中國與中國男子結婚，中國男子經常向經紀人發放高達2萬美元的債務以促進交易;其中一些婦女因此債務而遭受強迫賣淫。
柬埔寨的25個省都是人口販運的來源。性交易主要是秘密的;柬埔寨、越南婦女和女孩從農村地區遷移到城市和旅遊目的地，在那裡他們遭受妓院的性交易，更常見的是，諸如啤酒花園，按摩院，沙龍，卡拉OK酒吧，零售等“間接”性行為空間和非商業用地。柬埔寨男子是賣淫兒童的最大需求來源;然而，來自亞洲和歐洲其他地區，美國、澳大利亞和南非的男子前往柬埔寨從事兒童性旅遊。
越南婦女和兒童，其中許多人是債務的受害者，前往柬埔寨並遭受性交易。非政府組織報告說，在前往泰國和馬來西亞被剝削之前，犯罪團伙將一些越南受害者運送到柬埔寨。柬埔寨的販運者最常見的是家庭或社區成員或獨立經紀人的小型網絡。地方性腐敗有助於助長販運罪行。據報導，一些警察要求與兒童進行商業性行為。腐敗官員促進跨境販運，阻礙調查和起訴的進展，並在某些情況下直接從涉嫌販運的企業中獲利。
美國國務院監測和打擊販運人口辦公室，於2022年人口販運報告內將柬埔寨列為“三級”國家。